# ميغيل فيريرا دي ألميدا
ميغيل فيريرا دي ألميدا (بالبرتغالية: Miguel Ferreira Pereira‏) (20 سبتمبر 1949 بريو دي جانيرو في البرازيل - ) هو لاعب كرة قدم برازيلي في مركز الدفاع، شارك في الألعاب الأولمبية الصيفية 1968. وشارك مع منتخب البرازيل لكرة القدم. أما مع النوادي، فقد لعب مع بوتافوغو ريغاتاس ونادي فاسكو دا غاما ونادي فلومينينسي ونادي مادوريرا ونادي أولاريا أتلتيكو ويونيون ماغدالينا وشيكاغو ستينغ ونادي بانغو أتلتيكو.

## وصلات خارجية
- ميغيل فيريرا دي ألميدا على موقع ناشيونال فوتبول تيمز (الإنجليزية)
- ميغيل فيريرا دي ألميدا على موقع أوليمبيديا (الإنجليزية)